# MS Voyager of the Seas
MS Voyager of the Seas je 
norveško-američki brod za krstarenje, izgrađen 1999. u finskom brodogradilištu Kvaerner Masa-Yards (današnji STX Europe) u gradu Turku, za kompaniju Royal Caribbean International. Prvi izgrađeni brod iz klase Voyager. Do izgradnje neznatno većeg blizanca Explorer of the Seas 2000. godine, bio je najveći putnički brod na svijetu.

## Izgradnja
Kao i ostali brodovi istoimene klase Voyager, projektiran je u uskoj suradnji Royal Caribbeana i brodogradilišta Kvaerner Masa-Yards. Izgradnja je započela 1998., te je iz doka isplovio 27. studenoga 1998. Po dovršenju je bio najveći putnički brod do tada izgrađen, nadmašivši za 28 400 tona dotadašnjeg rekordera, cruiser Grand Princess, primat koji mu je preoteo blizanac Explorer of the Seas, izgrađen 2000. godine. Isporučen je naručitelju 29. listopada 1999., dok je ceremonija krštenja obavljena u Miamiju 20. studenoga. Na prvo putovanje isplovio je 21. studenoga 1999. Cijena izgradnje bila je 500 milijuna američkih dolara.

## Tehničke karakteristike
Voyager of the Seas dugačak je 311 m i širok 47,4 m. Plovi brzinom od 22,5 čvorova (42 km/h), što omogućavaju 6 
Wärtsilä 12V46C dizel motora, ukupne snage 75 600 kW (101 381 ks). Potisak omogućavaju 3 Asea Brown Boveri (ABB) Azipod pogonske elektro-gondole - jedna fiksna, dvije azimutne, ukupne snage 42 MW. Brod također raspolaže s 4 Rolls-Royce/Kamewa pramčana potisnika radi lakšeg manevriranja u lukama.

## Interijeri
Brod raspolaže s 15 paluba, ukupno 1557 kabina od kojih 1077 (69%) s pogledom na more, 757 (49%) s balkonom i 138 (9%) s pogledom na unutrašnji Royal Promenade Najveći apartman, Royal Suite, prostire se na 110 m2, ne računajući balkon s 15m2. Kapacitet putnika je 3114, ili 3840 pri maksimalnoj popunjenosti, što zajedno s posadom od 1180 čini ukupno 5020 ljudi na brodu. Također se ističu 120 m dugačka, 9 m široka i četiri palube visoka središnja šetno-trgovačka paluba (Royal Promenade) oko koje su koncentrirani glavni restorani, trgovački i zabavni centri. Na svakom kraju promenade, kroz 11 paluba uzdiže se atrij s panoramskim dizalima. Brod također raspolaže s kazalištem za 1350 gledaoca. Putnicima je namijenjen niz atrakcija i zabava, među kojima se ističu klizalište na ledu, košarkaška dvorana i zid za planinarenje.

## Destinacije
Voyager of the Seas većinom bazira u Galvestonu, u Teksasu (SAD), odakle isplovljava na krstarenja u trajanju od 7 ili 14 dana, tijekom kojih pristaje u Roatán, u Hondurasu, Costa Maya i Cozumel u Meksiku, George Town na Kajmanskom otočju, Montego Bay i Falmouth na Jamajci, Belize City u Belizeu, Nassau na Bahamima, Ponta Delgada na Azorima, Málagu, Cartagenu i Barcelonu u Španjolskoj. Tijekom sezone bazira i u Barceloni, odakle polazi na krstarenja s pristajanjima u Napulju, Capriju, Civitavecchiji i Livornu u Italiji, Villefranche-sur-Mer i Toulonu u Francuskoj, Funchal na Madeiri u Portugalu i Santa Cruz de Tenerife na Kanarima u Španjolskoj.

## Galerija
- Voyager of the Seas u Ocho Rios, na Jamajci
- U Barceloni u Španjolskoj
- U Labadee na Haitiju

## Vanjske poveznice
- Službena stranica - royalcaribbean.com
- Voyager of the Seas Review - cruisecritic.com   Arhivirana inačica izvorne stranice od 10. prosinca 2009. (Wayback Machine)
- Ship-Technology.com
- Voyager of the Seas - shipparade.com   Arhivirana inačica izvorne stranice od 11. listopada 2008. (Wayback Machine)
- Aktualna pozicija - seascanner.com   Arhivirana inačica izvorne stranice od 23. kolovoza 2013. (Wayback Machine)
- Raspored paluba - seascanner.com
- Raspored paluba - cruisedeckplans.com